# جريج سميث
جريج سميث (بالإنجليزية: Greg Smith)‏ مواليد 08 يناير 1991، هو لاعب كرة سلة أمريكي يلعب مع فريق دالاس مافيريكس في الرابطة الوطنية لكرة السلة ويحمل الرقم 4. يبلغ طوله 6 قدم 10 بوصة (2.1 م).

## فرق لعب لها
- هيوستن روكتس
- دالاس مافيريكس

## روابط خارجية
- جريج سميث على موقع إن بي أي (الإنجليزية)
- جريج سميث على موقع دوري السوبر التايواني لكرة السلة (الصينية)
- جريج سميث على موقع سبورتس رفرنس (الإنجليزية)
- جريج سميث على موقع كرة السلة الأوروبية.كوم (الإنجليزية)
- جريج سميث على موقع إي إس بي إن.كوم (الإنجليزية)
- جريج سميث على موقع كلية كرة السلة في سبورتس رفرنس.كوم (الإنجليزية)
- جريج سميث على موقع ريلجم (الإنجليزية)
- جريج سميث على موقع بروبوليرز (الإنجليزية)
- جريج سميث على موقع سبورتس رفرنس (الإنجليزية)